# Pandemia de COVID-19 en Islas Vírgenes de los Estados Unidos
El primer caso de la pandemia de enfermedad por coronavirus en las Islas Vírgenes de los Estados Unidos, inició el 13 de marzo de 2020. Hubo 66 casos confirmados, 54 recuperados y 4 fallecidos.

## Cronología

### Marzo
Las pruebas de COVID-19 en las islas comenzaron el 3 de marzo con las primeras tres pruebas enviadas a los Centros para el Control y la Prevención de Enfermedades.
El 13 de marzo, se confirmó el primer caso en el territorio y se identificó el primer caso de transmisión comunitaria el 22 de marzo.
Hasta el 24 de abril, había 55 casos confirmados y 3 muertes.
A partir del 29 de abril, hubo 66 casos confirmados y 4 muertes.

## Prevención
El 13 de marzo, al crucero Grandeur of the Seas se le negó la entrada a las islas fuera de permitir que un paciente infectado fuera removido del barco.
El 23 de marzo, el gobernador Albert Bryan ordenó el cierre de negocios no esenciales a partir del 25 de marzo, y se ordenó a los residentes que se quedaran en casa.
El 25 de marzo, la entrada de visitantes a las islas fue prohibida por 30 días.
Todas las clases de posgrado y pregrado de la Universidad de las Islas Vírgenes fueron realizadas en línea.

## Vacunación
A fecha del 21 de agosto de 2023, las islas contaban con 73 casos positivos, 25,407 pacientes recuperados de la enfermedad de los 519,291 testados, y 132 fallecidos.